# Client-servermodel

Een computer netwerkdiagram van clients die communiceren met een server via het Internet.

Het client-servermodel is een veelgebruikt concept in de computerwereld waarbij taken tussen twee verschillende entiteiten worden verdeeld: de cliënt en de server. De cliënt is de gebruikersinterface die het verzoek initieert en de server is de achtergrond-applicatie die het verzoek verwerkt en de gevraagde dienst levert. Dit model wordt gebruikt in verschillende toepassingen, zoals het internet, waar de webbrowser fungeert als de cliënt en de webserver fungeert als de server die de gevraagde webpagina's levert. Dit model maakt het mogelijk om efficiënt taken uit te voeren, waarbij de complexe verwerking wordt afgehandeld door de server en de interactie met de gebruiker plaatsvindt via de cliënt.